# Michael Fesenmeier
Michael Fesenmeier (* 1825 in Württemberg; † 7. März 1893) war ein deutscher Brauer und Gründer der Cumberland Brewing Company in Cumberland.

## Biographie
Michael Fesenmeier wurde 1825 im Königreich Württemberg geboren. Als Jugendlicher erlernte er das Brauhandwerk. Mit 24 Jahren emigrierte er in die USA und ließ sich in Huntington im Bundesstaat West Virginia nieder. Hier betrieb er mit seiner Ehefrau eine Farm mit kleiner Brauerei. Als die Nachfrage nach Fesenmeiers Bier wuchs, beschloss er 1877, eine neue Brauerei in Lindnersville nahe der Stadt Cumberland im Staat Maryland zu eröffnen.
Einige Jahre später übernahmen Fesenmeiers Söhne Michael, John und Andrew die Leitung der Brauerei. Fesenmeier selbst konzentrierte sich mit seinem vierten Sohn George wieder auf seinen Farmbetrieb.
Die Söhne betrieben die Brauerei in Lindnersville erfolgreich und meldeten sie am 1. Januar 1890 offiziell als Cumberland Brewing Company an. Ein Jahr später wurden hier circa 22.000 Barrel Bier produziert.
Michael Fesenmeier starb 1893. Er liegt auf dem Saints Peter and Paul Catholic Cemetery in Cumberland begraben.
Die Cumberland Brewing Company blieb bis 1969 im Geschäft. Die Fesenmeier Brewing Company, welche ebenfalls von Fesemeiers Söhnen gegründet wurde, war bis 1968 aktiv.

## Familie
Michael Fesenmeier hatte mit seiner Frau Adelheit Fesenmeier (geb. Fletchinger; * unbekannt; † 4. Juni 1911) vier Kinder:
- George (* 4. März 1855; † 1. Mai 1939)
- Michael L. (* 1861; † 28. Juli 1934)
- John J. (* 1863; † 1920)
- Andrew (* 1866; † 1925)